# Serafim (Savostjanov)
Serafim (světským jménem: Vladimir Vladimirovič Savostjanov; * 15. prosince 1971, Serov) je ruský duchovní Ruské pravoslavné církve a biskup bijský a belokurichinský.

## Život
Narodil se 15. prosince 1971 v Serově.
Po střední škole nastoupil na Moskevský duchovní seminář a 20. srpna 1991 se stal poslušníkem Nikolského Černoostrovského monastýru v Malojaroslavci, kde byl 3. ledna 1992 postřižen na monacha se jménem Serafim na počest svatého Serafima Sarovského. Dne 2. února 1992 jej arcibiskup kalužský a borovský Kliment (Kapalin) rukopoložil na jerodiákona a 23. srpna na jeromonacha. Po vysvěcení byl převeden do Pafnutěvo-Borovského monastýru.
V prosinci 1992 byl jmenován vedoucím kanceláře kalužské eparchiální správy. Po dokončení semináře přednášel na Kalužském duchovním učilišti a na Velikonoce roku 1998 byl povýšen na igumena. Dne 15. října 1999 se stal představeným Pafnutěvo-Borovského monastýru. 
Dne 19. dubna 2009 byl povýšen na archimandritu. Roku 2015 dokončil dálkové studium Kyjevské duchovní akademie. Absolvoval též fakultu psychologie práva Kalužské státní univerzity.
Dne 22. října 2015 jej Svatý synod zvolil biskupem tarusským a vikářem kalužské eparchie. Biskupská chirotonie proběhla 4. prosince 2015 v chrámu Zesnutí přesvaté Bohorodice. Hlavním světitelem byl patriarcha moskevský a celé Rusi Kirill.
Dne 26. února 2019 byl ustanoven biskupem bijským a belokurichinským.